# Svans Sogn
 For alternative betydninger, se Karby Sogn. (Se også artikler, som begynder med Karby Sogn)
Svans Sogn eller Karby Sogn (på tysk Kirchspiel Schwansen) er et sogn i Svans i det østlige Sydslesvig, tidligere i Risby Herred (≈Svans Adelige Distrikt), nu kommunerne Brodersby, Damp, Karby, Thorpe og Vindemark i Rendsborg-Egernførde Kreds samt den på Svans beliggende del af Kappel i Slesvig-Flensborg Kreds i delstaten Slesvig-Holsten.
I Svans Sogn / Karby Sogn findes flg. stednavne:
- Brodersby
- Bøgholt el. Bogholt
- Damp
- Damp gods
- Dortjedal (Dorotheenthal)
- Drasbjerg
- Ellebjerg (Ellenberg)
- Ellebjergskov, Ellebjergholt
- Ellerød eller Ellery (Ellerüh)
- Emers
- Espenæs (Espenis)
- Gereby (Carlsborg)
- Grønholt med Grøndal (Gruntal)
- Hegnholt
- Hestemose el. Hestemade (Hestermaas)
- Høgsmark (Höxmark)
- Jægermade (Jägermaß)
- Karby
- Karlbjerg, Carlsbjerg (Karlberg)
- Kikud (Kiekut)
- Kobberby (Kopperby)
- Kragebjerg
- Lodsø ved Sliminde (Schleimünde)
- Løjtmark (Loitmark)
- Løkkebjerg
- Mølleskov (Mühlenholz)
- Nordhusene
- Nyby (Nieby)
- Nybølgaard
- Olpenæs (Olpenitz) med Olpeøre
- Revkul
- Råryd el. Rorye
- Schönhagen
- Sliminde (lodsø)
- Skovby (Schuby) med Skovbymark og Skoybymølle
- Staffelsho
- Sundsager (Sundsacker) med Gereby Vindmølle
- Svandal (Schwonendahl)
- Svaneborg
- Thorpe (Dörphof)
- Vesterskov
- Vindemark (Windemark)
- Østerskov (Osterschau)
- Aalbjerg, Ålbjerg